# Witebsker Bahnhof

Der Witebsker Bahnhof (russisch Витебский вокзал) ist einer der fünf Personenbahnhöfe (Kopfbahnhof) im russischen Sankt Petersburg.
Ursprünglich hieß er Zarskoselski Woksal (Царскосельский вокзал) und nach 1917 Detskoselski Woksal (Детскосельский вокзал), doch parallel zu diesen beiden Bezeichnungen wurde er auch entsprechend dem späteren Endpunkt der Eisenbahnstrecke als Witebsker Bahnhof bezeichnet.

## Geschichte
Der Witebsker Bahnhof ist der älteste Bahnhof Russlands. Die erste russische Eisenbahnstrecke verlief von Sankt Petersburg zur Zarenresidenz Zarskoje Selo (russisch Царское село, heute Puschkin). Sie wurde unter Leitung des Professors des Wiener Polytechnischen Instituts Franz Anton von Gerstner entworfen und bis 1837 errichtet. Nach seinen Plänen sollte sich der Endbahnhof der Linie am Ufer der Fontanka in der Innenstadt von Sankt Petersburg befinden. Aufgrund Geldmangels wurde die Strecke jedoch verkürzt und am heutigen Standort ein bescheidenes hölzernes Gebäude errichtet. Auch die Bahnsteige wurden aus Holz gefertigt. Gleichzeitig mit der Eröffnung der Eisenbahnstrecke wurde es am 30. Oktober 1837 eingeweiht. Es beherbergte Räumlichkeiten für die Passagiere und Diensträume für das Personal. Neben dem Bahnhofsgebäude befanden sich Lokschuppen, eine Schmiede und eine Werkstatt. Der erste Bahnhof in Sankt Petersburg entwickelte sich schnell zu einer der städtischen Sehenswürdigkeiten, zu der täglich Tausende Menschen strömten, um das neue Verkehrsmittel zu besichtigen.
Die erste Fahrt von Sankt Petersburg nach Zarskoje Selo dauerte 35 Minuten.
Das hölzerne Bahnhofsgebäude hielt bald den Anforderungen an die gestiegene Zahl der Passagiere nicht mehr Stand. In den Jahren 1849 bis 1852 entstand nach den Entwürfen des deutsch-russischen Architekten Konstantin Thon ein zweigeschossiges, in Stein ausgeführtes Bahnhofsgebäude. Es stand in einer Reihe mit den Kasernen auf dem Sagorodny-Prospekt. In den Folgejahren wurde die Eisenbahnstrecke über Zarskoje Selo hinaus nach Witebsk in Weißrussland verlängert. Schon in den Jahren 1874 bis 1876 wurde eine Rekonstruktion und Erweiterung des Witebsker Bahnhofes notwendig.
Bis zum Ende des 19. Jahrhunderts entwickelte sich die am Witebsker Bahnhof beginnende Eisenbahn zu einer der Hauptstrecken im Russischen Reich. Sie verband nun die russische Hauptstadt mit Odessa am Schwarzen Meer. In der Folge wurde die innerstädtische Eisenbahnanlage durch Erdaufschüttung bis zu fünf Meter gehoben, und in den Jahren von 1901 bis 1904 entstand das neue, repräsentative und heute noch vorhandene Bahnhofsgebäude, das nach Entwürfen des Architekten S. A. Brschosowski (С. А. Бржозовский) und des Ingenieurs S. I. Minasch (С. И. Минаш) im Jugendstil errichtet wurde. Die Bahnsteige befinden sich auf dem Niveau des oberen Stockwerkes und werden von einer Bogenkonstruktion aus Stahl und Glas überdacht, die durch den Ingenieur W. S. Gerson (В. С. Герсон) entworfen wurde. In ihrer Silhouette zeigt sich der Witebsker Bahnhof mit einer Kuppel in der Mitte des Gebäudes und einem hohen Uhrenturm. Das geräumige Vestibül im Innern ist ausgestattet mit einer Marmortreppe, Stuckverzierungen als weiblichen Masken und einer Darstellung des Gottes Merkur, der als Beschützer der Reisenden und Handelsleute gilt. An den Wänden sind Bilder der Festung Petropawlowsk (Kamtschatka) und des Hafens von Odessa (Ukraine) zu finden, die von den Künstlern W. I. Bystrenin (В. И. Быстренин) und A. S. Dudin (С. И. Дудин) geschaffen worden sind. In späteren Jahren wurden weitere Wandbilder hinzugefügt, die die Geschichte der Eisenbahn nach Zarskoje Selo und ihrer Bahnhöfe veranschaulicht.
Seit 1956 befindet sich neben dem Bahnhof die Metrostation Puschkinskaja (Пушкинская).
Seit 1987 ist ein Modell der ersten, von Jefim und Miron Tscherepanow gebauten russischen Dampflokomotive in einem Glaspavillon untergebracht.
In den Jahren 2001 bis 2003 zur 300-Jahr-Feier Sankt Petersburgs wurde der Witebsker Bahnhof grundlegend restauriert. Alle wesentlichen Elemente wurden in den Originalzustand versetzt (Kuppel, Fenster der Fassade, Paradetreppe, „Kaiserliches Café“ usw.). 
Vom Witebsker Bahnhof verkehren gegenwärtig Vorortzüge bis ins 180 Kilometer entfernte Weliki Nowgorod sowie Fernzüge u. a. nach Vilnius, Homel, Dnipro, Kaliningrad (Königsberg), Kiew, Lwiw (Lemberg), Minsk, Odessa, Riga, Smolensk und Cherson.

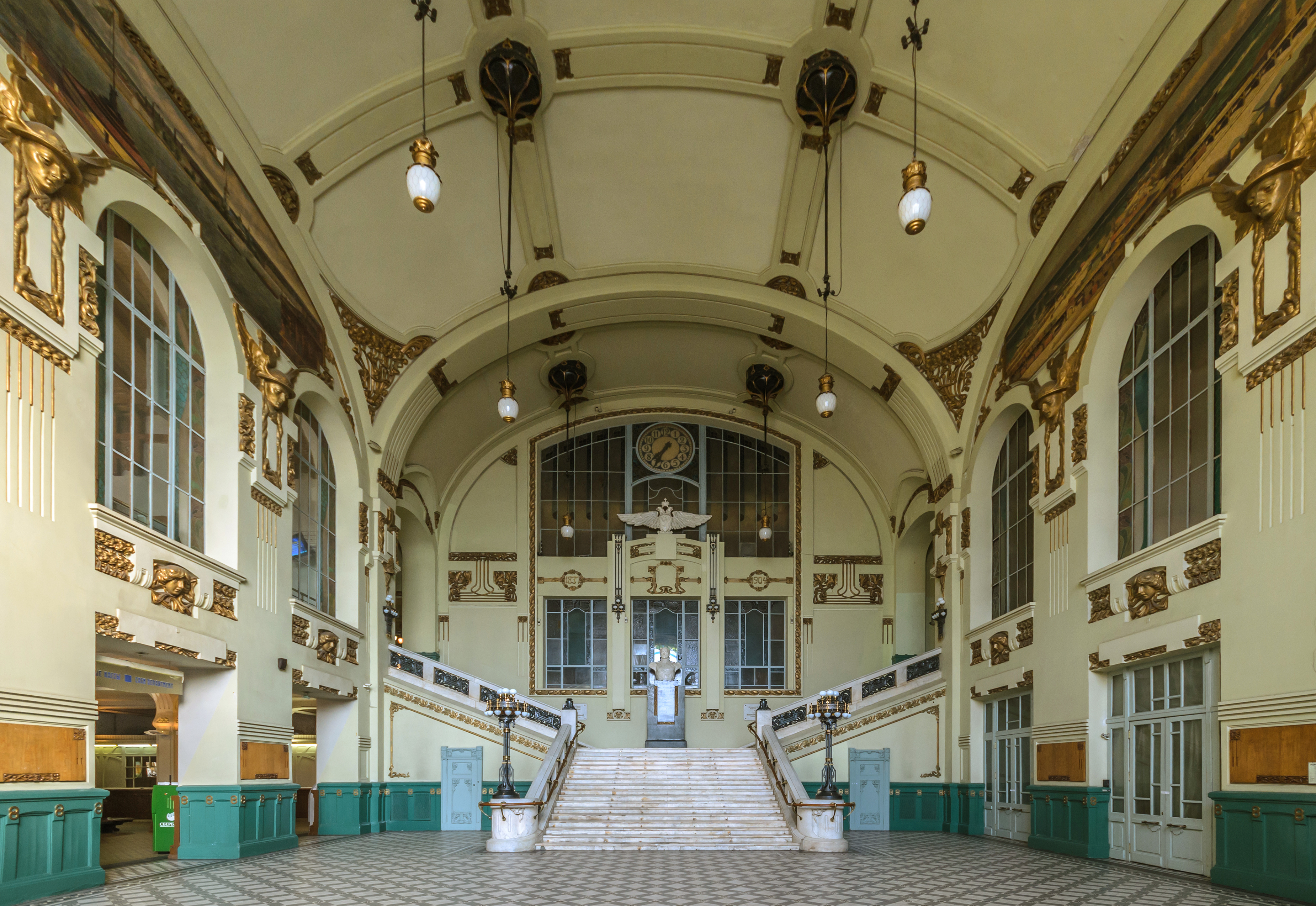
Bahnhofshalle
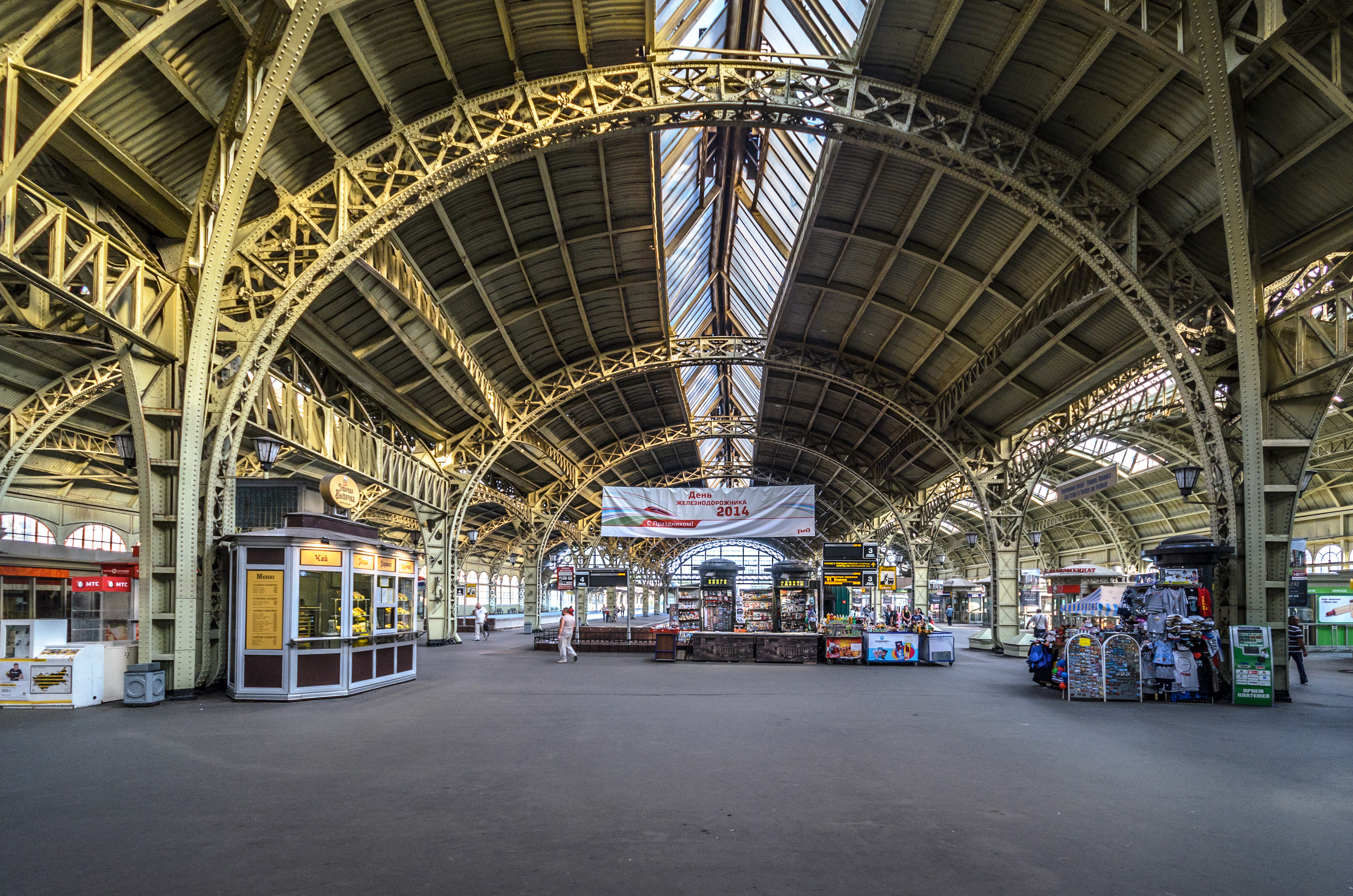
Bahnsteig
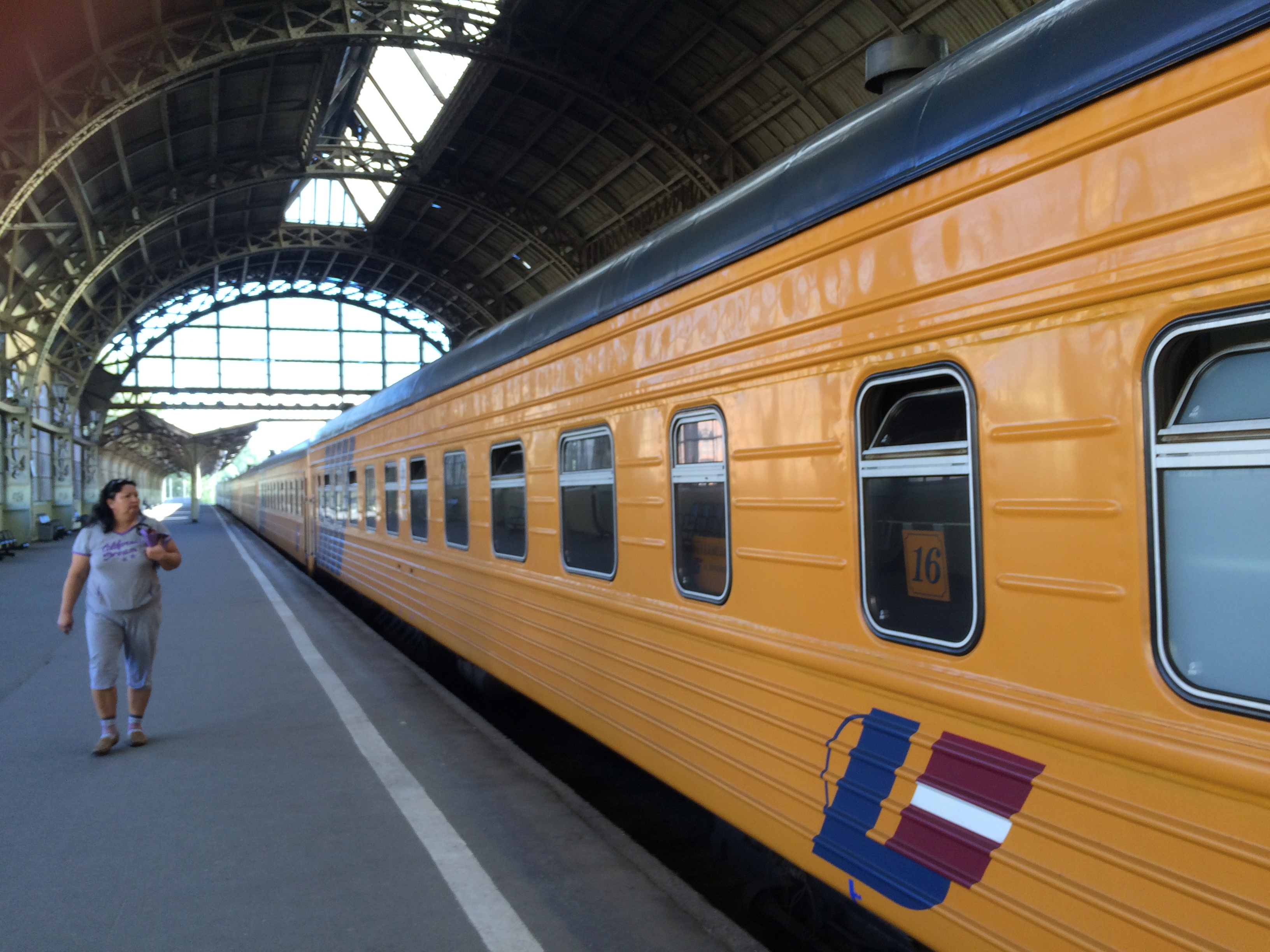
Fernzug nach Riga
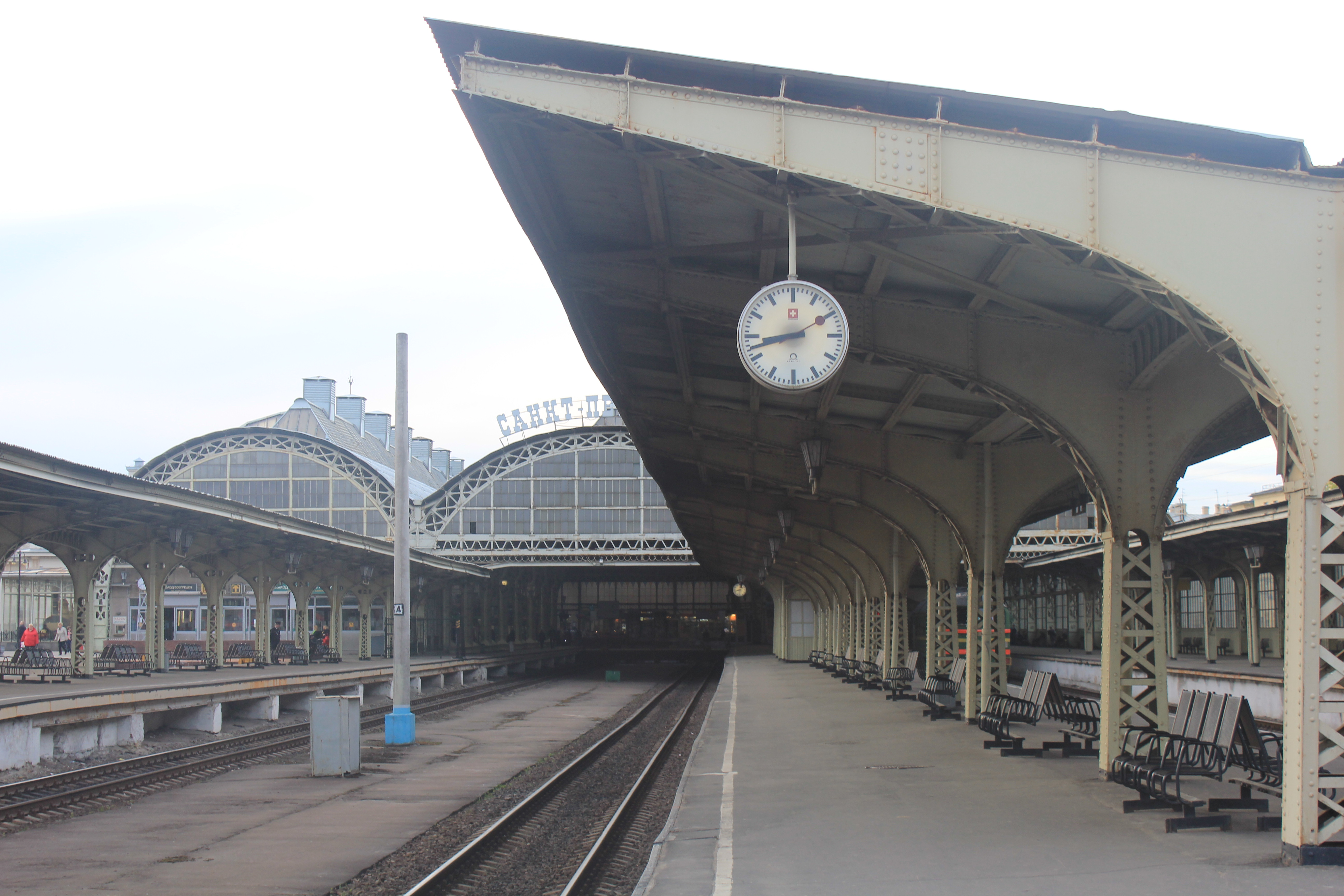
Außerhalb der Bahnhofshalle